# Madison (Nebraska)
Madison je grad u američkoj saveznoj državi Nebraska. Prema popisu stanovništva iz 2010. u njemu je živjelo 2,438 stanovnika.